# Attentaten i Katalonien 2017
Attentaten i Barcelona 2017 var flera relaterade attentat kring den 17 augusti 2017 i Barcelona (Katalonien i Spanien). Den huvudsakliga attacken skedde genom att en skåpbil körde på fotgängare på det centrala promenadstråket La Rambla, vilket dödade 13 personer och skadade minst 100. Två misstänkta flydde sedan till fots. En relaterad händelse skedde något senare i Cambrils söder om själva Barcelona.
Enligt polisen arresterades två män i samband med attacken. En annan rapporterades dödad i en eldstrid med polisen. En man i 20-årsåldern påstods ha hyrt skåpbilen i Ripoll, men han sa till polisen att hans ID-handling blivit stulen. Islamiska staten tog på sig ansvaret för attacken genom Amaq News Agency.

## Alcanar
En explosion inträffade natten före attacken i den katalanska staden Alcanar. Byggnaden förstördes och ledaren för terroristcellen, imam Abdelbaki Es Satty, dödades jämte en kvinnlig medlem i cellen. Ytterligare sju människor sårades i explosionen.[källa behövs]
Es Satty var en 44-årig man, född 1973 i Marocko. Han dömdes för narkotikasmuggling år 2010 och satt fyra år i fängelse där han lärde känna en av terroristerna bakom Bombdåden i Madrid 2004. I Spanien blir utländska medborgare som dömts till fängelsestraff längre än 12 månader utvisade, men Es Satty överklagade utvisningen med motiveringen att den stred mot hans mänskliga rättigheter och han kunde förbli i Spanien. Efter att ha undvikit utvisningen ansökte han om asyl, vilket beviljades, och han kunde sedan fritt resa i de 26 EU-länderna som utgör Schengen-området.Spaniens myndigheter förmodade att Es Satty radikaliserats i fängelset och han blev efter frisläppandet imam i staden Ripoll, staden de flesta terroristerna i attentatet bodde i.

## Cambrils
Nio timmar senare började fem terrorister i en personbil köra över människor och rammade en polisbil vid en avspärrning i kustorten Cambrils. Polisbilen välte varvid en polis bröt ett ben. De fem terroristerna gick till attack beväpnade med knivar. Fyra av terroristerna sköts ihjäl av en polisman som tidigare varit elitsoldat i Spaniens väpnade styrkor. Den femte terroristen högg en kvinna i halsen, flydde till fots och sköts ihjäl av en annan polis. Terroristerna i Cambrils bar bombvästattrapper.

## Bakgrund
Experter som intervjuats av France 24 uttalade att en attack mot Barcelona inte var oväntad eftersom Katalonien har en historia av islamistiska och jihadistiska nätverk som tidvis stöttade det Muslimska brödraskapet.
Salafistiska aktivister började öppna moskéer i Katalonien under 1980- och 1990-talen. Moskéernas ledare och besökare var huvudsakligen nordafrikaner varav flertalet kom från Marocko, vilket speglade den dåtida demografin för invandringen.
Franska säkerhetstjänsten spårade kopplingar mellan islamister i Frankrike och Spanien två decennier innan attacken mot Barcelona, när de bekämpade islamistiska nätverk som då fanns i Frankrike. Åren innan attacken, mellan 2012 och 2016, arresterade spanska säkerhetstjänsten 186 personer med kopplingar till islamistisk terrorism varav 63 i Katalonien och 50 i provinsen Barcelona. Tankesmedjan Elcano Royal Institute identifierade Barcelona som huvudfokuset för jihadister i Spanien och konstaterade att mellan juni 2013 och november 2015 skedde 32 procent av arresteringarna av Spaniens jihadister i området.
Spaniens sårbarhet för terrorism ansågs öka på grund av Spaniens nordafrikanska enklaver Ceuta och Melilla. Majoriteten av dem som arresterats för jihadistiska tendenser i Spanien under åren 2013–2016 hade sitt ursprung i dessa enklaver.

## Analys
Experter kunde inte urskilja ett klart motiv till varför just Spanien blev attackerat mot bakgrund av att landet inte hade en framträdande roll i koalitionen mot den Islamiska staten. En forskare vid Université de Genève konstaterade att Spanien figurerat i IS-propaganda som hotat landet med att Iberiska halvön under medeltiden i hundra år varit muslimskt som en del av kalifatet under namnet Al-Andalus och att IS åter vill islamisera området.